# Aux Lazaristes La Salle
Aux Lazaristes - La Salle  (communément appelé les Lazos) est un établissement scolaire mixte, privé sous contrat faisant partie de la congrégation des Frères des écoles chrétiennes (Lasalliens). Ses 3 800 élèves, allant de la maternelle au bac+3, sont répartis entre six sites, dont deux historiques situés dans le 5e arrondissement de Lyon.
Le lycée est réputé pour ses excellents résultats au baccalauréat et aux concours d'entrée aux grandes écoles scientifiques (Polytechnique, CentraleSupélec, Mines de Paris, École des Ponts). Elle est ainsi en 2020 la meilleure prépa de France en filières MP et PC.

## Historique

### Les prémices des Lazaristes
L'histoire de l'établissement débute en 1606 lorsque Claude Pellot, trésorier de France, seigneur de Port-David et de Sandar, achète le terrain et débute la construction de la maison où se trouve actuellement l’administration du centre scolaire. Parallèlement, en 1625, saint Vincent de Paul fonde à Paris, quartier Saint-Lazare, les « Prêtres de la Mission », connus sous le nom de « Messieurs de Saint-Lazare », lesquels deviennent par simplification les « Lazaristes ».
Cette congrégation installe une communauté à Lyon en 1668, et cinq ans plus tard achète au prévôt des marchands le domaine « sis 24 montée Saint-Barthélemy », lequel le tenaient des Ursulines, religieuses enseignantes. Les nouveaux occupants l’aménagèrent en vue de leurs propres besoins et construisirent notamment la chapelle Sainte-Philomène de 1763 à 1768. La loi de l’Assemblée nationale de 1790 sur le clergé les déposséda de leur bien. Vendu comme « bien national », le clos dit « des lazaristes » eut plusieurs propriétaires successifs.
Toutefois, en 1833 les religieuses de la Visitation l’achetèrent pour accueillir des personnes âgées, mais de graves difficultés financières les obligèrent à vendre leur monastère. C'est pourquoi en 1835, Pauline Jaricot, lyonnaise fondatrice de la Œuvre pontificale de la propagation de la foi et du Rosaire Vivant, l’acheta. En 1839, conseillée par l'archevêque, Mlle Jaricot rétrocéda aux Frères des écoles chrétiennes, sans bénéfice, le clos dit « Lazaristes ».

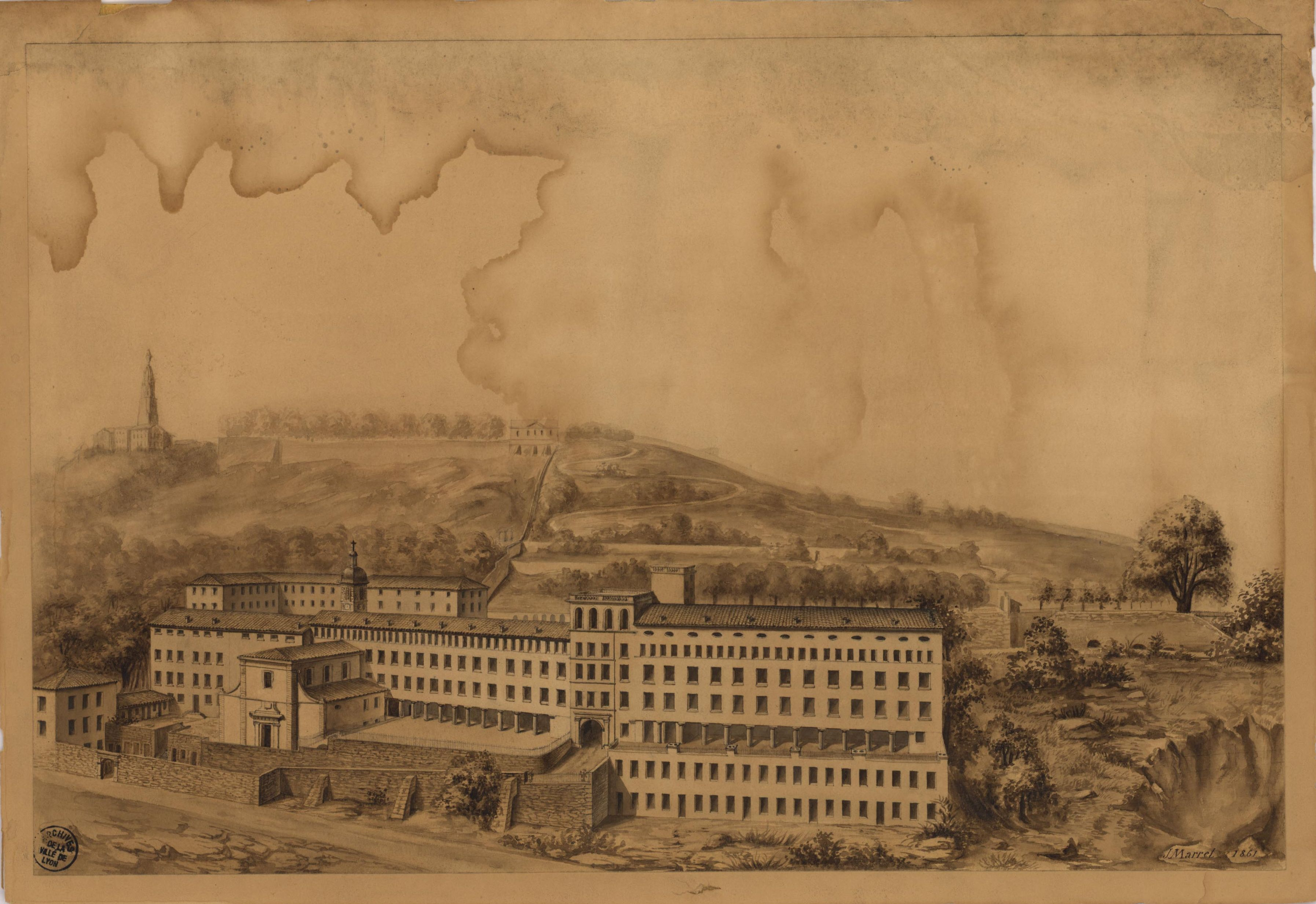
Pensionnat des Lazaristes, montée Saint-Barthélémy, en 1861.

C'est en 1839 qu'un décret royal autorisa l'ouverture d'un pensionnat, marquant le début des activités d'enseignement. En 1903, Le pensionnat des Lazaristes comptait 1070 élèves : 505 pensionnaires, 388 demi-pensionnaires, 177 externes. Mais en 1904, la loi sur les congrégations enseignantes et celle de séparation des Églises et de l'État entraînèrent la fermeture de l'école des Lazaristes le 12 juillet. Cependant, deux ans plus tard, la société de « l’enseignement libre aux Lazaristes » racheta les locaux et un frère sécularisé, M. Brelat, devint directeur.

### Un virage scientifique
En 1940, l’école Arts et Métiers d’Erquelinnes, AMER, ne pouvant, pour cause d’occupation allemande, exercer son enseignement en Belgique, se replia aux Lazaristes, s’y installant définitivement en 1946 en prenant le nom d'École catholique d'arts et métiers (ECAM). Les Lazaristes évoluèrent alors de l’enseignement commercial vers l’enseignement technique industriel avec la préparation du baccalauréat mathématiques et technique E. En 1962, s’ouvrirent les classes de mathématiques supérieures technologiques préparatoires à l’ECAM, suivies en 1967 de classes de mathématiques spéciales technologiques.
Dès 1971, une orientation vers le scientifique fut prise avec la mise en place du baccalauréat série « C », suivie en 1980 de la préparation au baccalauréat série « D ». L’enseignement technique s'élargit avec l'ouverture, en 1973, de la préparation au baccalauréat construction mécanique F1. L'éventail des formations proposées s'élargit avec l'ouverture de la filière préparatoire aux grandes écoles scientifiques en 1989.

### Fusions et élargissement de l'offre de formation
L'année suivante a lieu une fusion entre le centre scolaire « Aux Lazaristes » ainsi que les écoles et collège Saint-Bernard, Saint-Nizier et Tour Pitrat, passant ainsi d'un à trois sites et de 850 élèves à 1378. Puis entre 1999 et 2000 l'établissement subit une rénovation intensive, et voit l'ouverture des filières ES et S-SI pour le baccalauréat, et PCSI, PC et PSI pour les classes préparatoires.
En 2009 ouvre la filière filière préparatoire aux grandes écoles TSI, réservée aux bacheliers STI et STL. Puis, en 2011 est ouverte une classe préparatoire seconde année PT. Cette nouvelle classe s'ajoute aux deux classes identiques déjà ouvertes. Ainsi trois classes préparatoires seconde année PT succèdent à trois classes préparatoires première année PTSI. Ce parcours sécurisé destine à l’entrée dans le cycle ingénieur ECAM et aussi à l’accès par concours à d’autres écoles d’ingénieurs. Enfin, en 2019, Les Lazaristes fusionnent avec l'etablissement « La Salle - Lyon Croix-Rousse » et prennent leur nom actuel « Aux Lazaristes - La Salle »
S'agissant d'un établissement privé, la scolarité est payante.

## Les différents sites

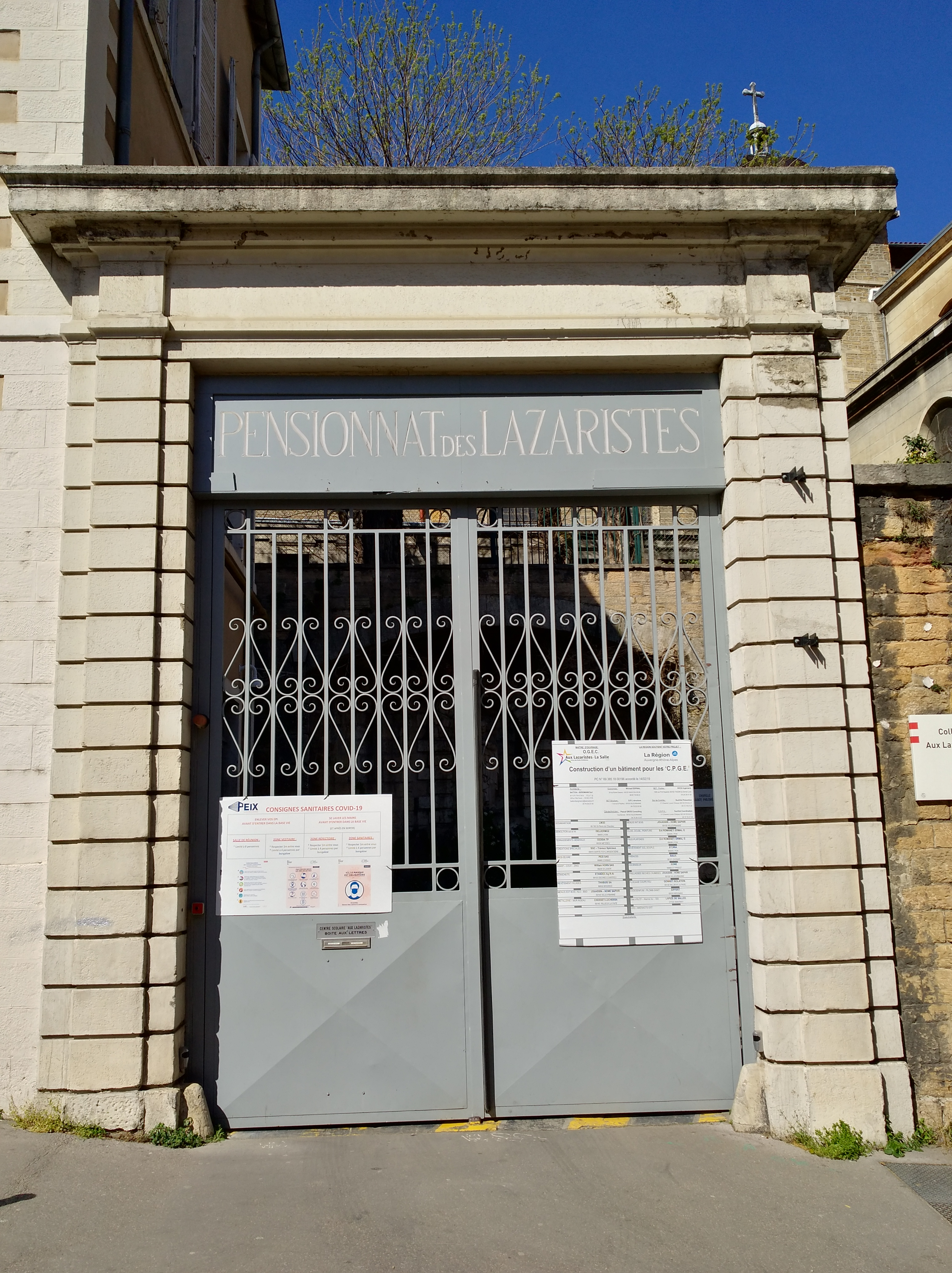
Le portail d'entrée du site Saint-Barthélémy en 2021.

Actuellement, l'ensemble scolaire compte environ 3 800 élèves répartis sur six sites :
- Saint-Barthélémy, site historique de l'établissement, situé dans le quartier Saint-Paul, accueille 325 élèves en 4e et 3e[5] ainsi que 933 lycéens[6] et 621 étudiants en classes préparatoires CPGE et CPGE à parcours sécurisé ouvert associées à ECAM LaSalle[7]. Ce site accueille donc au total plus de 1850 élèves.
- Saint-Jean, situé dans le quartier éponyme accueille les 450 élèves de l'école[8] ainsi que 325 élèves en 6e et 5e[5], soit un total de 775 élèves.
- Denfert Rochereau, situé sur la colline de La Croix-Rousse dans le 4e arrondissement de Lyon, il accueille 500 élèves de la 6e à la 3e[9].
- Limonest, situé dans la commune éponyme, dans la métropole de Lyon, accueille 200 collégiens.
- Neyret, situé dans le 1er arrondissement de Lyon, sur les pentes de la Croix-Rousse, il accueille 323 lycéens en filière générale et technologique[10], 550 lycéens en filière professionnelle [11], ainsi que 350 étudiants[12]. Ces derniers peuvent évoluer en BTS bioanalyses et contrôles, en BTS conseil et commercialisation de solutions techniques en scolaire et alternance (CCST), en licence professionnelle industries agroalimentaires, ou encore en classes préparatoires aux concours des secteurs paramédical et social.

## Classes préparatoires aux grandes écoles
Le lycée a la particularité - unique en France - de faire démarrer l'année scolaire par un tronc commun à ses trois voies proposées : MPSI, MP2I, et PCSI.
En deuxième année, les Lazaristes accueillent des classes préparatoires scientifiques aux grandes écoles (MP, MPI, PC, PSI, TSI). Un internat est disponible pour une grande partie des 350 élèves.
L'établissement accueille également trois classes de PTSI/PT à parcours sécurisé ouvert associées à ECAM LaSalle, comptant un total de 300 étudiants.

## Classements

### Classement du lycée
En 2021, le lycée se classe 2e sur 70 au niveau départemental quant à la qualité d'enseignement, et 48e sur 2277 au niveau national selon le classement de L'Express. Le classement s'établit sur trois critères : le taux de réussite au bac, la proportion d'élèves de première qui obtient le baccalauréat en ayant fait les deux dernières années de leur scolarité dans l'établissement, et la « valeur ajoutée » (calculée à partir de l'origine sociale des élèves, de leur âge et de leurs résultats au diplôme national du brevet).

### Classement des CPGE
Le classement national des classes préparatoires aux grandes écoles (CPGE) se fait en fonction du taux d'admission des élèves dans les grandes écoles.
En 2020, Challenges donnait le classement suivant pour les concours de 2019 :
| MP / MP* | 20 / 35 élèves | 57 % | 1e sur 113 |
| PC / PC* | 20 / 36 élèves | 56 % | 1e sur 106 |
| PSI* / PSI* | 20 / 37 élèves | 54 % | 6e sur 118 |
| Source : Classement 2020 des prépas - Challenges (Concours de 2019). * En filières scientifiques, le classement prend en compte les résultats pour les huit plus grandes écoles d’ingénieurs : Polytechnique, Ponts ParisTech, CentraleSupélec, Mines ParisTech, Isae-Supaero, Arts et Métiers ParisTech, Institut d'optique Graduate School et Télécom Paris. |                |      |            |

En 2021, l'établissement figure au quatrième rang national des prépas scientifiques (55,6 % d'admis en MP, 62,8 % en PC et 63,8 % en PSI).

## Accès
Ce site est desservi par la station de métro Vieux Lyon - Cathédrale Saint-Jean ainsi que par le tram-train de l'Ouest lyonnais et la ligne de trolleybus C3 au niveau de la gare de Lyon-Saint-Paul.

## Personnalités liées au lycée

### Élèves
- Jean-Pierre Barbier, homme politique, député et président du conseil départemental de l'Isère ;
- René Chancrin, peintre ;
- François-Régis Clet, prêtre ;
- Paul Couturier, prêtre ;
- Claudius Delorme, homme politique, sénateur du Rhône ;
- Francisque Gay, homme politique, diplomate et éditeur, ministre d'État ;
- Patrice Giorda, peintre ;
- Maurice Paul Marie La Mache, prêtre, fondateur de l'École La Mache ;
- Étienne Morillon, peintre et graveur ;
- Louis Mouillard, ingénieur pionnier de l'aviation ;
- Pierre Vigne, prêtre fondateur des sœurs du Saint Sacrement de Valence.

## Éléments d'architecture

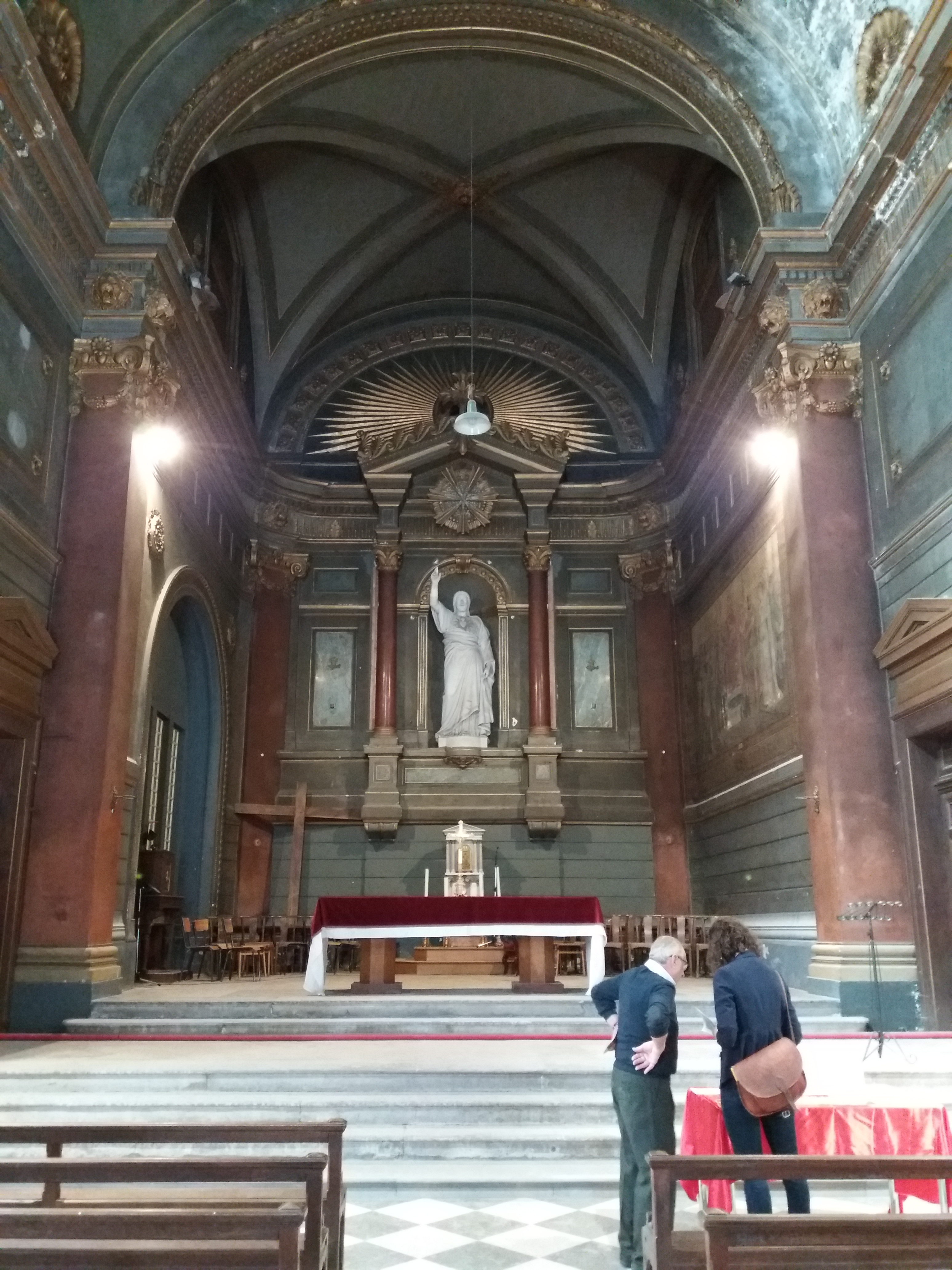
Intérieur de la chapelle en 2019.

### Chapelle Sainte-Philomène
En 2005 est créée l’Association de sauvegarde de la chapelle Sainte-Philomène des Lazaristes (ASCPL), afin de valoriser la restauration de l'édifice.
Bien qu'inaccessible au public, la chapelle Sainte-Philomène présente une qualité architecturale inattendue pour une chapelle de collège. Elle se présente dans un style néo-classique.
Ses dispositions architecturales actuelles sont le résultat de plusieurs campagnes successives de travaux, menées à partir de 1763 et achevées en 1890 par l’intervention de Louis Sainte-Marie Perrin. Des restaurations importantes de toiture et de sol y ont été effectués plus recemment.
L'orgue de la chapelle a été réalisé par le facteur d'orgues Joseph Merklin.

## Galerie photos
Du fait de sa situation géographique sur la colline de Fourvière, le site historique sur la montée Saint-Barthélemy profite de vues sur l'agglomération lyonnaise, et même au-delà. 

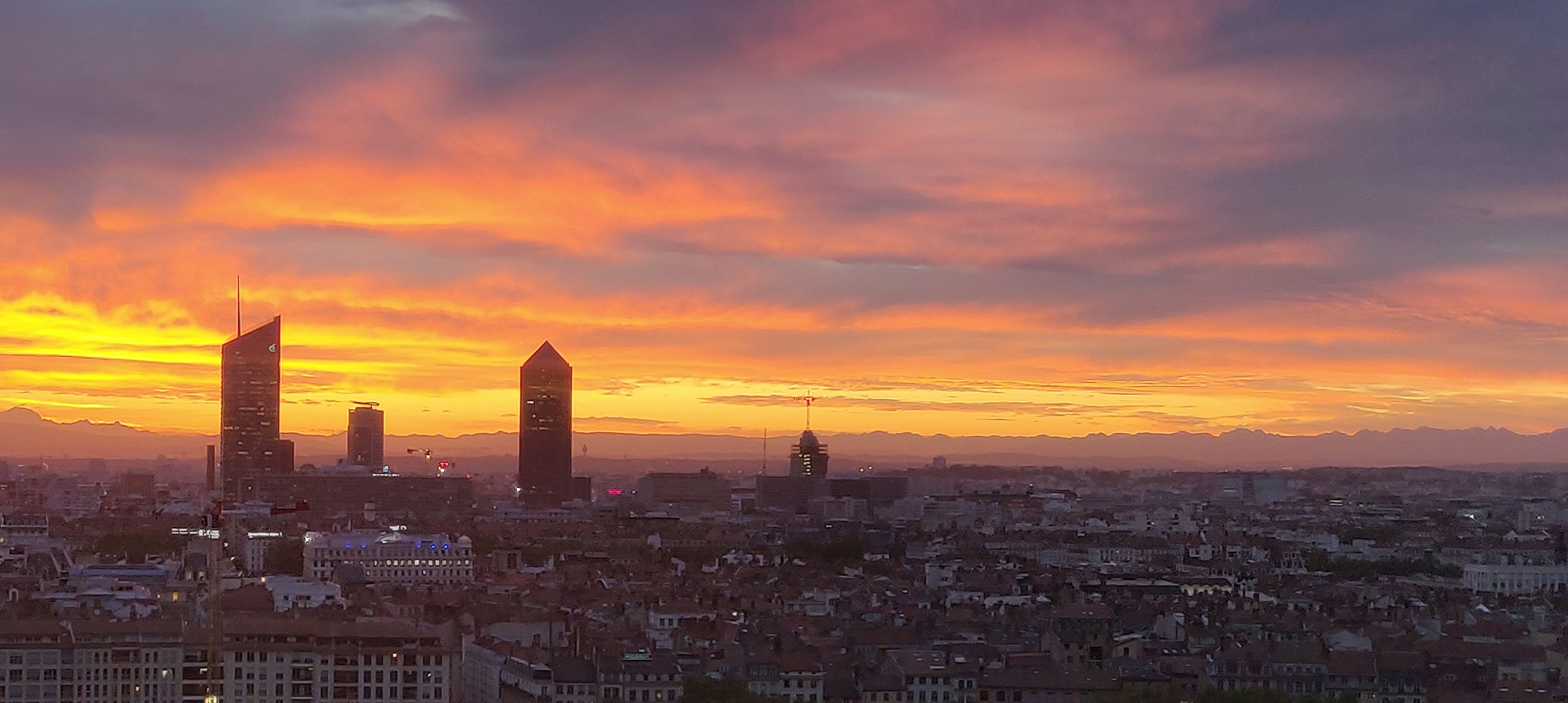
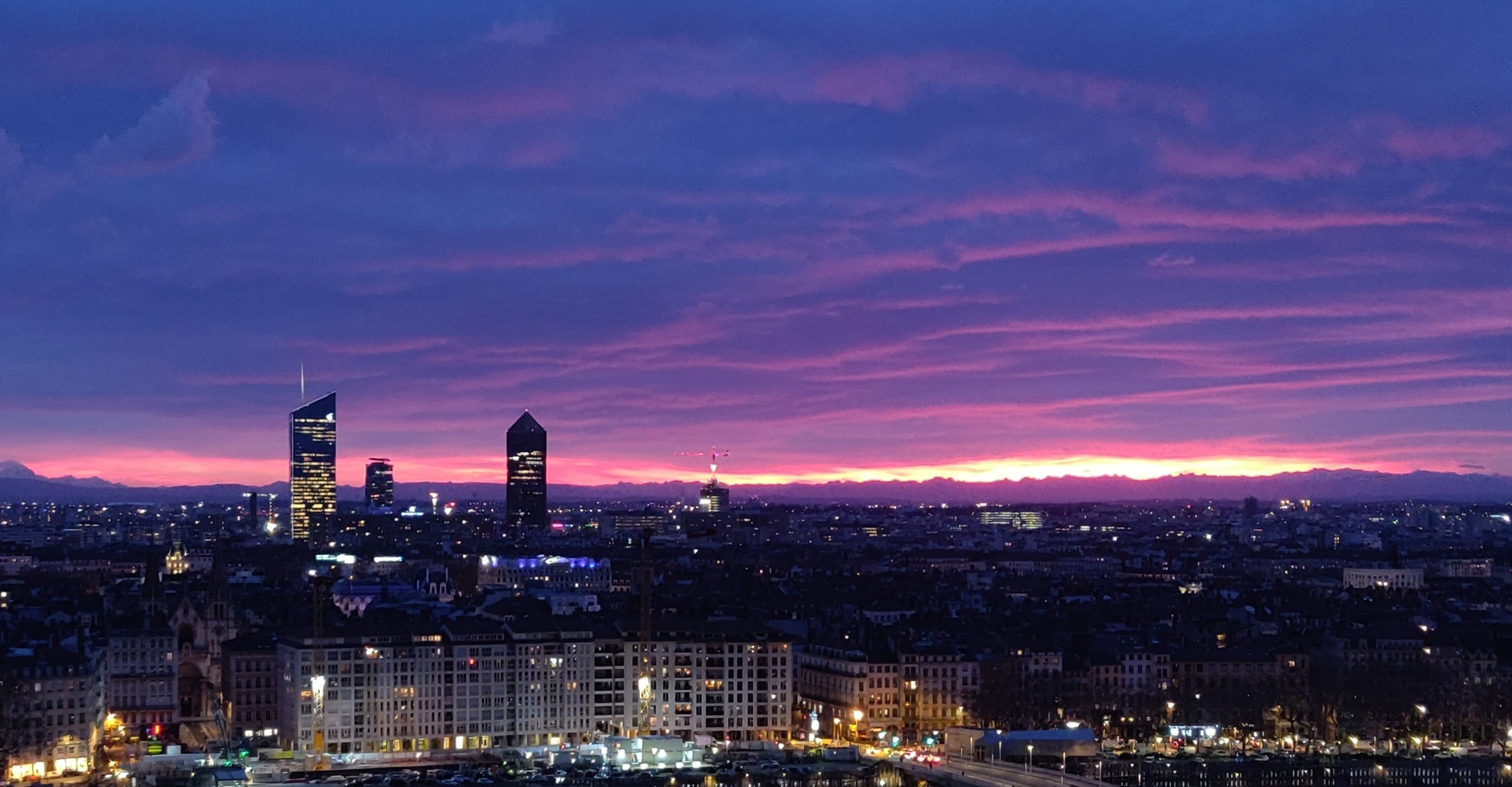